# Bertold Witig

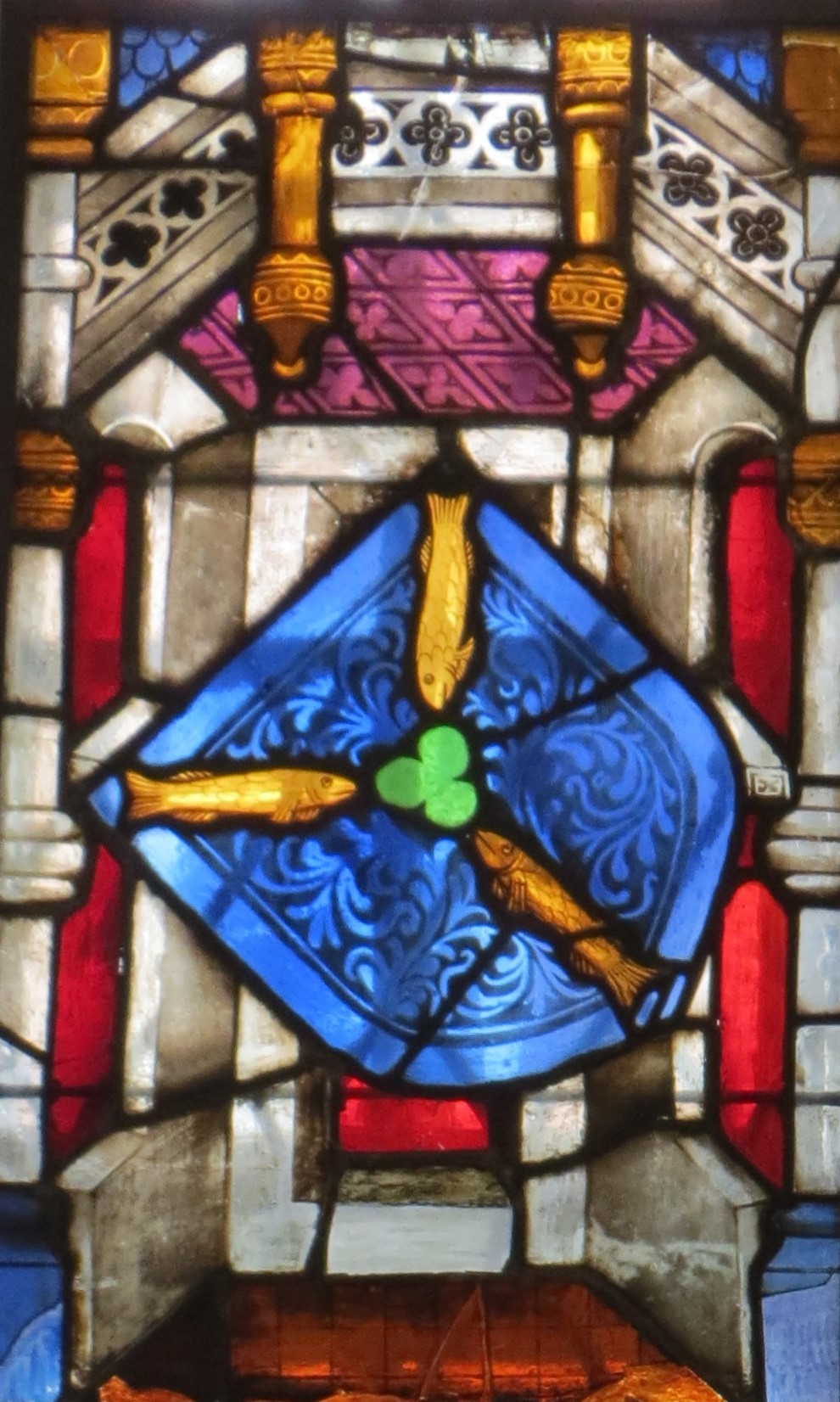
Wappenscheibe Bertold Witigs aus St. Katharinen, heute im St.-Annen-Museum

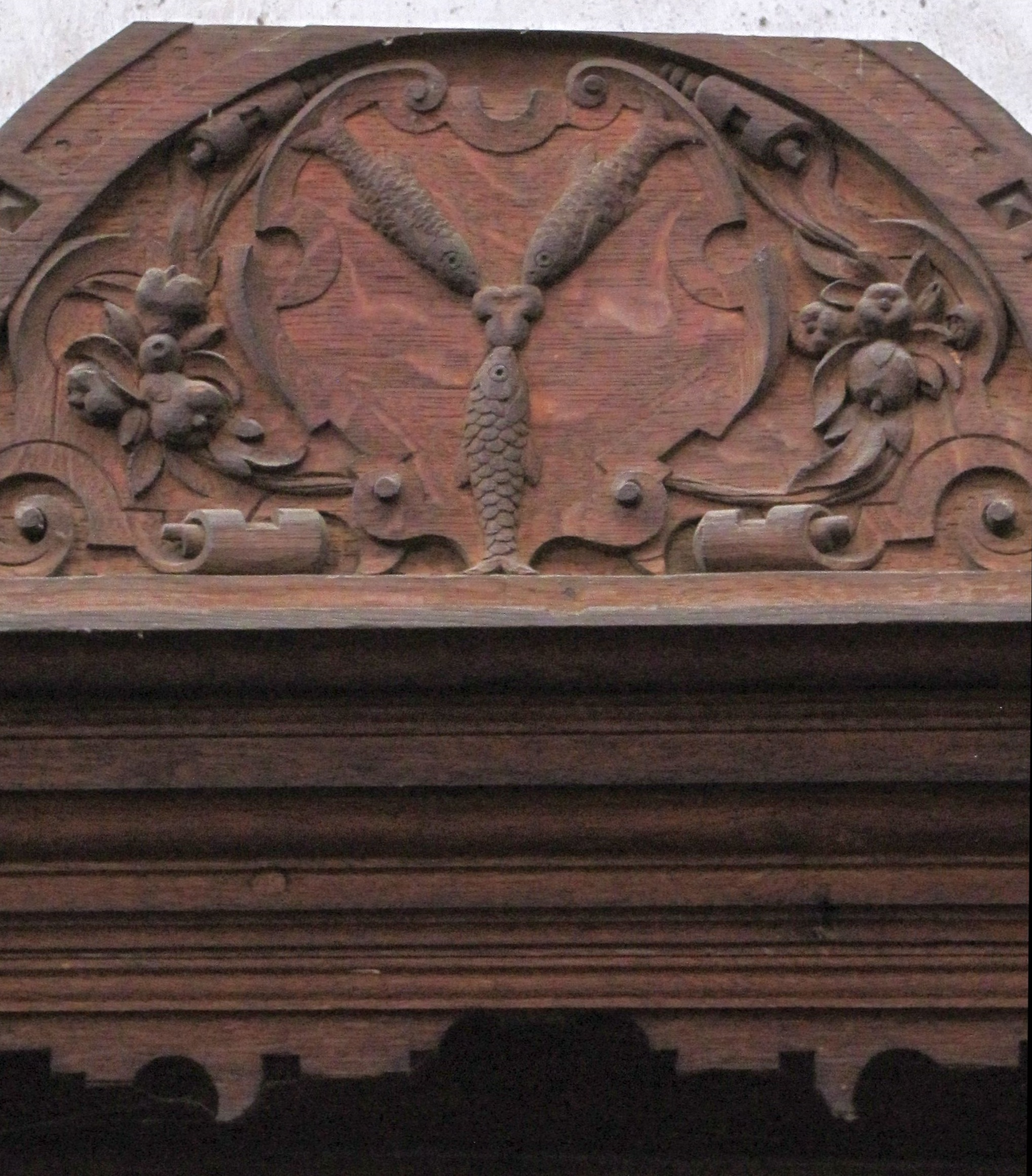
Familienwappen vom Witig-Stuhl in St. Katharinen

Bertold Witig, auch Witik (* in Lübeck; † 14. Mai 1474 ebenda) war ein Ratsherr und Bürgermeister der Hansestadt Lübeck.

## Leben
Bertold Witig war Sohn des Mitglieds des Neuen Rats von 1408 bis 1416 Johann Witig († 1447). Er wurde 1439 in den Rat der Stadt erwählt. 1443 wurde er Mitglied der patrizischen Zirkelgesellschaft. Als Ratsherr war er Gesandter der Stadt 1449 bei König Christian I. von Dänemark und verhandelte gemeinsam mit dem Ratsherrn Gerhard von Minden 1450 in Lüneburg mit dem Rat der Stadt Lüneburg über die Zahlung von Renten, die von Lüneburger Seite Gläubigern aus Lübeck nicht ausbezahlt wurden. 1450 war er auch an den Verhandlungen über den Münzrezess beteiligt. Auch 1456 und 1457 war er in Angelegenheiten der Stadt in Lüneburg. 1457 wurde er im Rat zu einem der Lübecker Bürgermeister bestimmt. Als Bürgermeister vertrat er die Stadt bei den Friedensverhandlungen zwischen den Gesandten der Könige Christian I. von Dänemark und Kasimier II. von Polen 1459. Auf dem Hansetag im Juli 1466 in Lübeck berichtete er über die Versandung der Reede vor Travemünde und die Gegenmaßnahmen der Stadt Lübeck. 1469 war er Gastgeber der Friedensverhandlungen zwischen den Königen Christian I. von Dänemark und Karl VIII. von Schweden in Lübeck. In Testamenten Lübecker Bürger wird er mehrfach als Urkundszeuge und als Vormund aufgeführt.
Witig war zweimal verheiratet. In zweiter Ehe heiratete er Adelheid, Witwe des Ratsherrn Johann Bruskow. Sie war eine Tochter von Segebodo Crispin († 1455), Sohn des Ratsherren Johann Crispin und letzter männlicher Vertreter seines Geschlechts. Bertold Witig stiftete 1462 fünf wöchentliche Messen in der 1458 von ihm als Provisor aus dem Nachlass von Hans Overkamp erbauten östlichsten Seitenkapelle im südlichen Seitenschiff der Katharinenkirche. Der Lübecker Bischof Arnold Westphal übertrug ihm das Patronat an zwei Vikarien in der Lübecker Marienkirche, die Gerhard Oldesloe gestiftet hatte. Sein Wappen ist in den Lübecker Bürgersiegeln überliefert. Es findet sich auch auf der Crispinschen Grabplatte in ihrer Familienkapelle in der Katharinenkirche. In seinen drei Testamenten hatte er jedoch den Wunsch geäußert, in der von ihm ausgestatteten Kapelle begraben zu werden. Im Lübecker Dom findet sich sein Wappen auf den Innenseiten der Endwangen des vermutlich von ihm gestifteten sogenannten Vorsteherstuhls.
Er bewohnte anfangs das Haus Große Petersgrube 21, später die Johannisstraße 5. 1445 erwarb er vor den Toren der Stadt gemeinsam mit dem Ratsherrn Johann Gerwer für 600 Mark eine Rente von 36 Mark an den lauenburgischen Dörfern Salem und Farchau.
Seine Tochter Gertrud († 1485) heiratete in zweiter Ehe Gottschalck von Wickede († 1483); ihre Schwester Anna war in zweiter Ehe mit dem Lübecker Bürgermeister Hermann Meyer verheiratet.